# Салямі
Саля́мі (італ. salame — ковбаса) — в'ялена ковбаса з ферментованого та/або висушеного на повітрі м'яса. Традиційно салямі готували зі свинини, хоча сьогодні її готують із будь-якого м'яса чи дичини — яловичини, баранини, качки, оленини, навіть конини чи м'яса віслюка, або суміші будь-якого з перерахованих вище видів. Зараз у різних регіонах Італії виробляють біля 300 видів салямі, деякі її види мають категорію DOP — продукти захищені за походженням. Схожі за рецептом сорти ковбаси виробляють в багатьох країнах. Угорці вважають салямі своїм національним надбанням, розрізняючи італійську (ломбардську або тирольську) салямі й угорську салямі, яку розглядають як справжню.

## Історія
Зараз невідомо у якому регіоні з'явилась салямі у тому вигляді у якому ми до неї звикли. За часів Стародавнього Риму продукти виготовлені подібним способом називали «salsum», що означає «солоний». Ймовірно від назва салямі є похідним від цього слова. Вперше ковбаса салямі, як ми її знаємо, згадується в офіційному документі 1436 року, коли ватажок найманців Нікколо Пічініно попросив «двадцять свиней, щоб зробити салямі». Цей документ зберігається у музеї салямі у Пармі.

## Виробництво

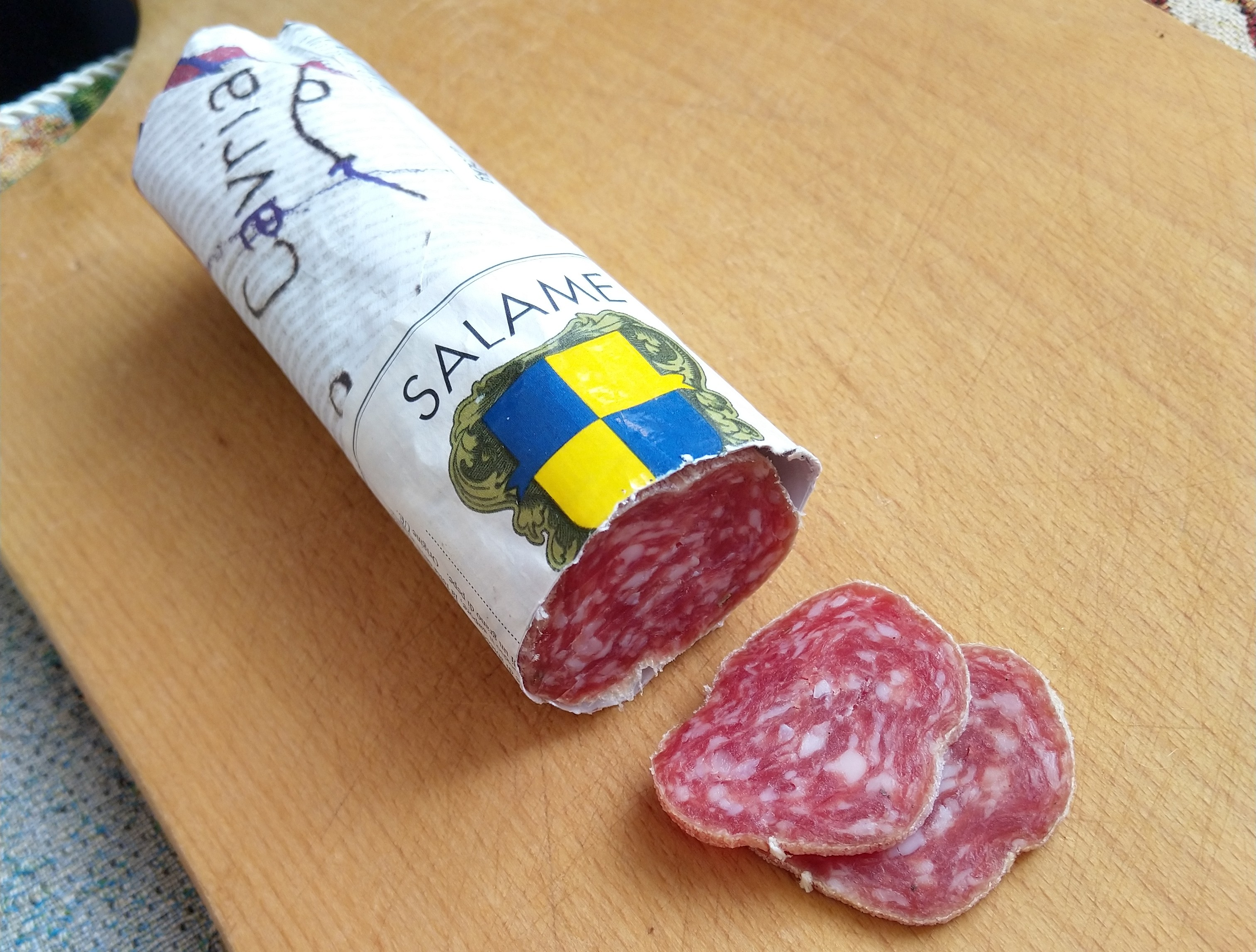
Салямі з Парми

Кожен вид салямі виготовляється по-різному, тому важко описати загальний спосіб виробництва. Однак усі вони проходять однакові етапи. Салямі відрізняються тонкістю фаршу, і кожен сорт має різну консистенцію м'яса, а також різну суміш спецій. Зазвичай салямі виготовляється зі свинини, яка була змішана у певному співвідношенні з високоякісним свинячим жиром. Найпоширеніші спеції та ароматизатори — сіль, перець, часник, вино, фенхель і іноді кориця. Використовуються деякі консерванти, але лише в кількостях, дозволених законодавством про чистоту харчових продуктів. Після того, як ці комбінації м'яса, сала та спецій змішані, їх упаковують в натуральну або синтетичну оболонку. Після цього ковбаса зазвичай проходить певний період ферментації.

### Ферментація
Ферментацію також можна назвати повільним процесом підкислення, що сприяє ряду хімічних реакцій у м'ясі. Було визнано, що пряме підкислення м'яса не підходить для виробництва салямі, оскільки воно спричиняє денатурацію білка та нерівномірну коагуляцію, що призводить до небажаної текстури салямі. Для більш сучасної контрольованої ферментації виробники підвішують салямі в теплих вологих умовах на 1–3 дні, щоб стимулювати ріст ферментаційних бактерій, а потім підвішують її в прохолодному вологому середовищі для повільного висихання. У традиційному процесі виробник пропускає етап бродіння і негайно розвішує салямі в прохолодному вологому середовищі для висушування. Для живлення бактерій у ковбасу додають цукор, зазвичай декстрозу. Бактерії виробляють молочну кислоту як продукт життєдіяльності, що знижує pH і згортає білки, зменшуючи водоутримувальну здатність м'яса. Кислота, що виробляється бактеріями, робить м'ясо несприятливим середовищем для патогенних бактерій і надає гострого смаку, який відрізняє салямі від звичайної в'яленої свинини. Смак салямі залежить як від того, як культивуються ці бактерії, так і від якості та різноманітності інших інгредієнтів. Спочатку виробники додавали в суміш вино, сприяючи росту корисних бактерій, зараз використовують закваски. Відповідно до конкретного сорту салямі, були досліджені різні методи бродіння із застосуванням різних кислот для створення різних кольорів і смаків. Закваски, такі як молочнокислі бактерії і коагулазонегативні коки, специфічні штами Staphylococcus xylosus або Micrococcus, найчастіше використовуються у виробництві салямі.

### В'ялення
Після ферментації ковбасу необхідно просушити. Біле покриття пліснявою або борошном допомагає запобігти фотоокисленню м'яса та прогірканню жиру. Ця стадія викликає основні фізичні та мікробіологічні зміни через велику втрату води. Близько половини води випаровується, тому подальшу втрату води необхідно зупинити за допомогою оболонки. Нерівномірні процеси сушіння можуть призвести до утворення твердої оболонки на поверхні салямі.  У сучасному виробництві температура та відносна вологість суворо контролюються відповідно до розміру салямі. В'ялення може тривати залежно від розміру салямі та її вмісту від 2 тижнів для ковбас із приправами до 6 місяців для традиційних продуктів.
Нітрати або нітрити можуть бути додані для надання додаткового кольору та пригнічення росту шкідливих бактерій з роду Clostridium. Сіль, кислотність, рівень нітратів/нітритів і сухість повністю висушеної салямі роблять сире м'ясо безпечним для споживання.

## Властивості салямі
У готовому продукті м'ясо має бути добре ущільненим із червоно-рожевою внутрішньою стороною, всипаною дрібними крупинками білого жиру. Шматочки жиру не повинні відділятися від м'яса при нарізанні. Якість салямі залежить від якості сировини та рівня технології, яка використовується при її виробництві. Аромат і смак салямі розвиваються шляхом ферментативних і неферментативних реакцій. Вважається, що характерний смак ферментованого м'яса розвивається завдяки поєднанню ендогенної ферментативної активності та молочної кислоти, що виробляється закваскою. Молочнокислі бактерії розвивають гострий смак салямі шляхом бродіння вуглеводнів і створюють привабливий червоний колір м'яса після бродіння, тоді як коагулазонегативні коки можуть катаболізувати амінокислоти та жирні кислоти з утворенням летких ароматичних сполук та відповідають за аромат.

## Деякі різновиди італійської салямі по регіонах
- Ломбардія: найвідоміші три види салямі — Бріанца (DOP), Варці (DOP), Мілано;
- Венето: салямі нострано та салямі Венето;
- П'ємонт: салямі делла дуйя;
- Емілія-Романья: салямі п'ячентино (DOP) та салямі Феліно;
- Лігурія: італ. salame genovese di Sant’Olcese;
- Тоскана: фінокіона, італ. salame Chianino, італ. salame di Cinta Senese;
- Умбрія: італ. salame Corallina, салямі перуджино;
- Марке: салямі Фабріано;
- Лаціо: салямі Реатіно;
- Абруццо: салямі італ. Ventricina, італ. salame d'Aquila;
- Кампанія: салямі Наполі;
- Сардинія: сальсіча сарда, італ. Sartizzu;
- Калабрія: салямі ді Кротоне;
- Сицилія: італ. Salame Sant'Angelo di Brolo[2].

## Споживання
Зазвичай салямі використовується як самостійна закуска, споживається з хлібом та вином. Також є невід'ємним інгредієнтом деяких видів піци, салатів, і омлетів. Може додаватись при виготовленні соусів.